# Natasha Perera
Natasha Perera, känd som "Sulangakwee Mang Enawa", är en vokalist, fotomodell och skådespelare från Sri Lanka. 2003 blev hon belönad för sin tolkning av den elaka Elizabeth Allen i “Danga Malla Saha Amuthu Iskole”, i en teateruppsättning som bygger på Enid Blytons The Naughtiest Girl in the school. Uppsättningen blev sedan en TV-serie i 25 avsnitt, regisserade av Nalaka Swarnathilake, och sänt på Swarnavahini. 